# Diego Ferreira
Carlos Diego Ferreira Neves, född 18 januari 1985 i Careiro da Várzea, är en brasiliansk MMA-utövare som sedan 2014 tävlar i organisationen Ultimate Fighting Championship.